# Shawn Christian
Shawn Patrick Christian (Grand Rapids, 16 dicembre 1965) è un attore statunitense.

## Biografia
Dopo essersi laureato nel 1989 alla Ferris State University a Big Rapids in Michigan, si trasferì a Chicago per provare nella carriera di attore. Cominciò a fare numerosi provini e apparì nelle pubblicità. La prima compagnia con cui lavorò fu la Improv Olympic.
Nel 1994 interpretò il primo ruolo nel quale recitava qualche battuta in Star Search. Nello stesso anno interpretò anche nel ruolo di Mike Kasnoff in Così gira il mondo. Apparì poi in diversi show fino a che nel 1997 non si trasferì a Los Angeles. Nel 1999 interpretò il ruolo Josh, il fidanzato di Piper Halliwell (Holly Marie Combs), nella serie TV Streghe. Nel 2002 ha interpretato il ruolo di Ross Rayburn nella soap opera Una vita da vivere. Ha interpretato anche il ruolo di Johnny Durant nella serie televisiva Summerland, con la sua figliastra Taylor Cole. Dal 2008 al 2017 ha interpretato il ruolo del dottor Daniel Jonas nella soap opera Il tempo della nostra vita.

## Vita privata
Nel 1996 ha sposato Deborah Quinn dalla quale ha avuto nel luglio del 2000 un figlio di nome Kameron.

## Filmografia

### Cinema
- Beautiful - Una vita da miss (2000)
- Tremors 3 - Ritorno a Perfection (Tremors 3: Back to Perfection) (2001)
- 50 Ways to Leave Your Lover (2004)
- Shopgirl (2005)
- Piacere Dave (2008)
- Un amore alle corde (Small Town Saturday Night) (2010)

### Televisione
- Così gira il mondo - soap opera (1994-1997)
- Pacific Palisades - serie TV, 3 episodi (1997)
- Ellen - serie TV, 1 episodio (1997)
- Malcom & Eddie - serie TV, 1 episodio (1997)
- Team Knight Rider - serie TV, 1 episodio (1997)
- Men Behaving Badly - serie TV, 1 episodio (1997)
- Wind on Water - serie TV, 4 episodi (1998)
- Una bionda per papà - serie TV, 1 episodio (1998)
- The Love Boat: The Next Wave - serie TV, 1 episodio (1999)
- Streghe (Charmed) - serie TV, 3 episodi (1999)
- Beverly Hills 90210 - serie TV, 5 episodi (1999)
- Penascola: Wings of Gold - serie TV, 3 episodi (1999-2000)
- V.I.P. - serie TV, 1 episodio (2000)
- Cenerentola a New York (Time of Your Life) - serie TV, 1 episodio (2000)
- CSI - Scena del crimine - serie TV, 1 episodio (2001)
- Crossing Jordan - serie TV, 3 episodi (2001)
- Spin City - serie TV, 1 episodio (2001)
- Friends - serie TV, 1 episodio (2001)
- The Chronicle - serie TV, 1 episodio (2002)
- Birds of Prey - serie TV, 8 episodi (2002-2003)
- Red Skies - film TV (2002)
- Fantasmi - serie TV, 1 episodio (2002)
- One Life to Live - serie TV (2002)
- Becker - serie TV, 2 episodi (2002-2003)
- Undercover Christmas - film TV (2003)
- Happy Family - serie TV, 1 episodio (2004)
- Missing - serie TV, 1 episodio (2004)
- Summerland - serie TV, 26 episodi (2004-2005)
- 10-8 Officers on Duty - serie TV, 1 episodio (2004)
- Murder in the Hamptons - film TV (2005)
- Boston Legal - serie TV, 3 episodi (2005)
- Runaway - In fuga - serie TV, 3 episodi (2006)
- Will & Grace - serie TV, 1 episodio (2006)
- CSI: Miami - serie TV, 1 episodio (2006)
- Las Vegas - serie TV, 5 episodi (2006)
- Ghost Whisperer - Presenze (Ghost Whisperer) - serie TV, 1 episodio (2007)
- Shark - serie TV, 1 episodio (2007)
- Il tempo della nostra vita - soap opera, (2008-2017, 2020)
- Venice the Series - serie TV, 36 episodi (2010-2014)
- Addicts Anonymous - serie TV, 2 episodi (2013)
- Magnum P.I. - serie TV, 1 episodio (2023)

## Doppiatori italiani
Nelle versioni in italiano delle opere in cui ha recitato, Shawn Christian è stato doppiato da:
- Davide Marzi in Summerland, CSI: Miami
- Fabio Boccanera in CSI - Scena del crimine
- Luca Bottale in Tremors 3 - Ritorno a Perfection
- Massimo De Ambrosis in Boston Legal
- Francesco Prando in CSI: NY
- Riccardo Rossi in Las Vegas
- Luca Ward in Ghost Whisperer - Presenze
- Gabriele Marchingiglio in Magnum P.I.